# Шпиль (роман)
«Шпиль» (англ. The Spire) — пятый роман британского писателя, лауреата Нобелевской премии по литературе Уильяма Голдинга, впервые опубликованный издательством Faber & Faber в 1964 году. На русском языке роман опубликован в переводе В. Хинкиса в 1968 году в журнале «Иностранная литература» за октябрь месяц.

## Содержание
В своём пятом романе Голдинг (как отмечал Стивен Медкалф) вновь проявил «интерес к замутнённым областям человеческого характера», продолжив «исследование человеческой воли, требующей всеобщей жертвенности». В центре повествования, разворачивающегося в Англии XIV века, — настоятель Джослин, который находится во власти навязчивой идеи о собственной «миссии», состоящей в необходимости воздвигнуть 400-футовую башню со шпилем над церковью. Коллеги и строители пытаются отговорить священника, указывая на огромные расходы, а также расчёты, согласно которым конструкция не выдержит дополнительного веса; прихожане, большей частью невежественные и безнравственные, открыто потешаются над «глупой прихотью Джоселина».
Исследователи творчества Голдинга отмечали символичность этого произведения. «В основе романа „Шпиль“ — символ. Он приобретает все новые и новые значения. Его взаимосвязь со строителем помогает понять источник и цену человеческой мечты. Можно прибавить еще один символический смысл „Шпиля“: он заключается в том, что, хотя в самом романе как будто и нет основы, он тем не менее продолжает жить». 
Фрэнк Кермод (New York Review of Books) назвал «Шпиль» «книгой о предвидении и цене за него», которая «затрагивает идеи мотивации искусства и молитвы», а шпиль использует — как символ, с одной стороны, фаллический, с другой — как олицетворение соединения двух начал: человеческого и божественного. Впрочем, «…поскольку вся работа — это танец иносказаний, подобное объяснение может быть и ошибочным», — признавал критик. 
Найджел Деннис (New York Times Book Review) отмечал, что «Шпиль» представляет дополнительный интерес, поскольку его можно толковать и как точное описание автором своего художественного метода. Суть последнего, по мнению рецензента, состоит в попытке «вознестись ввысь, оставаясь при этом прикованным к земле». «Мистер Голдинг в своих устремлениях поднимается подобно лозе, цепляясь за любую твердь. Это особенно проявляется в „Шпиле“, где каждый камень, каждый этаж лесов, каждый карниз и узел, используется автором чтобы подтянуться к небесам», — пишет Н. Деннис.
В целом символическая сторона романа толковалась по-разному. Сам Голдинг подчеркивал «земной» смысл финала книги (Джослин-фанатик умирает, ощутив перед смертью красоту окружающего мира). Но отмечалась и двойственность авторского отношения к безумным и в чём-то преступным деяниям героя, которое «можно… понимать как творение человеческого гения и труда, несмотря на жертвы, которых оно стоило»; не случайно сам Джослин собственную маниакальность воспринимал как безумство божественное, полагая, что Бог сам толкает человека на «безумные» дела во славу Всевышнего.

### Сюжет
По форме «Шпиль» сложнее и запутаннее предыдущих романов Голдинга: избранная им структура повествования отражает «глубокую путаницу понятий и размышлений, исканий и выводов автора». Роман насыщен многочисленными и многозначными символами и аллегориями, которые нередко вступают в противоречие друг с другом.
Джослин, настоятель собора, управляет строительством 400-футового шпиля над собором, вопреки советам специалистов, прежде всего главного строителя, Роджера Мейсона, доказывающего, что основы фундамента недостаточны, чтобы удержать на себе конструкцию. Но Джослин убежден, что Бог избрал его, чтобы он воздвиг шпиль и таким образом возвысил город, а горожан его приблизил к небу. Маниакальная одержимость Джослина своим проектом, его сексуальные фантазии и чувство вины окончательно отрывают его от реального мира, мешают ему выполнять прямые обязанности и даже читать молитвы, погружают в мир видений и галлюцинаций. Джослин убежден в святости своего замысла, но движим гордыней, чего сам не осознает. Роман завершается серией трагических и печальных, отчасти загадочных происшествий. Церковные власти отстраняют его от должности, и он поддается болезни, в то время как становится ясно, что шпиль, им не достроенный, уже готов рухнуть.

## Отзывы критики
Роман «Шпиль» многие критики сочли кульминацией творчества Голдинга «как с точки зрения идейного содержания, так и художественного мастерства». Роман, в котором реальность и миф переплелись ещё сильнее, чем в «Повелителе мух», так или иначе вновь исследует суть человеческой природы и проблему зла. Попытка Джослина совладать с камнем — «это и метафора другого рода: Голдинг уподобляет Джослину себя, писателя, пытающегося совладать со своим литературным материалом».